# Magnesiohatertita
La magnesiohatertita és un mineral de la classe dels fosfats, que pertany al grup de l'al·luaudita.

## Característiques
La magnesiohatertita és un arsenat de fórmula química (Na,Ca)₂Ca(Mg,Fe3+)₂(AsO₄)₃. Va ser aprovada com a espècie vàlida per l'Associació Mineralògica Internacional l'any 2016. Cristal·litza en el sistema monoclínic. És l'anàleg de magnesi de la hatertita. Químicament es troba relacionada amb l'anatolyita, la paraberzeliïta, la berzeliïta i la calciojohil·lerita; també és quelcom similar a la currierita.

## Formació i jaciments
Va ser descoberta a la fumarola Arsenàtnaia, al segon con d'escòria de l'avanç nord de la Gran erupció fissural del volcà Tolbàtxik, al krai de Kamtxatka (Rússia). Es tracta de l'únic indret de tot el planeta on ha estat descrita aquesta espècie mineral.